# La Chamade
La Chamade è un film francese del 1968 diretto da Alain Cavalier.
Il film è tratto dal romanzo omonimo del 1965 di Françoise Sagan.
Come in molte storie di Sagan, anche questa è la vicenda di un amore senza sbocchi (il termine "chamade" può essere inteso come Disfatta o La resa, anche se in senso letterale sarebbe più appropriato parlare di chiamata o appello). La storia è ambientata fra Nizza, Saint-Tropez e Parigi (alcune sequenze sono state girate all'aeroporto di Parigi-Orly) nei mesi che precedono il Maggio francese.

## Trama
Lucile, giovane donna ambiziosa, conduce una vita dispendiosa e spensierata grazie alla sua unione con il maturo e benestante Charles. Intraprende però una relazione con Antoine, giovane impiegato in una casa editrice, conosciuto in occasione di una delle sue uscite mondane, e verso cui prova subito una forte attrazione, e decide di andare a vivere con lui.
Non riesce tuttavia ad abituarsi ad uno stile di vita austero che non le appartiene (e alle difficoltà che tale vita di ristrettezze comporta). Non accetta soprattutto che il giovane amante cerchi di cambiarla, ad esempio procurandole un lavoro presso l'archivio di un quotidiano. Di sua iniziativa, decide di rinunciare al bambino che aspetta e, dopo non poche tergiversazioni, decide di tornare dall'amante danaroso che pazientemente ha atteso il suo ritorno.

## Distribuzione
Il film fu messo in distribuzione il 30 ottobre 1968 in Francia e l'anno successivo sugli altri mercati.
In alcuni paesi è stato sottoposto al divieto di visione ai minori di 11, 15 o 16 anni (in USA segnalazione R).
In Italia uscì anche un'edizione Home Video in VHS curata dalla Titanus Distribuzione. 

## Accoglienza

### Critica
La storia è leggibile come una metafora delle sfumature che può assumere una relazione amorosa, vista secondo l'ottica femminile di una donna chiamata a scegliere di stare con chi l'ama per quello che è, senza alcun tentativo di cambiarla, o con chi la considera solo un simbolo, un mero oggetto del desiderio di un amore egoista.